# Mihai Antonescu
Mihai Antonescu, romunski politik, * 1899, † 1946.
Bil je podpredsednik romunske vlade med drugo svetovno vojno. V tem času se je predsednik vlade Ion Antonescu ukvarjal predvsem z vojaškimi zadevami, zato je imel Mihai Antonescu (s predsednikom vlade nista bila v bližnjem sorodu) skoraj popoln nadzor nad notranjo politiko. Da bi se prikupil Hitlerjevemu režimu, je organiziral sistematičen pregon romunskih Judov.
Po vojni ga je komunistična oblast obsodila vojnih zločinov in usmrtila.